# Denkmaltopographie Bundesrepublik Deutschland
La Denkmaltopographie Bundesrepublik Deutschland est une série de publications en plusieurs volumes recommandées par la Conférence permanente des ministres de l'Éducation des États fédéraux. Son objectif est d'enregistrer pleinement les monuments architecturaux en Allemagne et de les présenter de manière uniforme. Les premiers volumes paraissent à Brême, en Hesse et en Basse-Saxe en 1981 et 1982.

## Histoire
Le concept de topographie des monuments est testé au début des années 1970, à peu près au moment où les États fédéraux réorganisent la loi sur les monuments. Il remplace le concept des grands inventaires, poursuivi depuis le XIXe siècle, qui prévoit un recensement et une description très détaillés des monuments culturels et de leurs différents éléments, jusqu'à l'aménagement des espaces. Ce concept a échoué parce que la notion de monument s'est fortement élargie depuis le XIXe siècle et que le travail considérable requis pour les grands inventaires n'est plus réalisable pour le grand nombre de monuments.
Les résultats de l'expérimentation sont intégrés en 1978 dans la décision de la Conférence des ministres de la culture relative à une documentation "Baudenkmäler in der Bundesrepublik Deutschland". Le titre "Denkmaltopographie" est adopté en 1980 lors de la 65e conférence des chefs de service des services régionaux des monuments historiques. Afin de mettre en pratique cette décision, les services des monuments historiques des États fédéraux élaborent des directives qu'ils publient en 1981. La première partie de la topographie du monument est publiée la même année. Toutefois, ces directives communes à toute l'Allemagne ne se sont pas imposées dans la pratique. Les services des monuments historiques des différents États fédéraux élaborent plutôt leurs propres directives, qui s'appuient certes sur les directives générales, mais qui diffèrent les unes des autres. Ainsi, les topographies des États fédéraux diffèrent également les unes des autres. Cela conduit même à l'appréciation qu'il n'existe pas de série uniforme.

## Contenu

### Principes
La topographie des monuments présente les monuments culturels selon leur type, leur répartition et leur relation structurelle : "En associant judicieusement texte et illustration, elle doit expliquer les structures monumentales tant de l'unité topographique à traiter que celles des différentes représentations cartographiques". En outre, la topographie des monuments poursuit une approche éclairante : "La collectivité doit ainsi être rendue attentive à sa responsabilité vis-à-vis du patrimoine historique et s'engager à le conserver".
L'ouvrage vise à reproduire les monuments culturels d'Allemagne sur l'ensemble du territoire. Il représente aussi bien des monuments individuels que des monuments de surface (ensembles). Toutes les positions doivent être identifiables selon les coordonnées de Gauss-Krüger (de). Cet objectif est atteint grâce à des cartes topographiques à l'échelle uniforme de 1:50.000, à l'échelle de 1:5.000 pour les parcelles et exceptionnellement à l'échelle de 1:10.000. Chaque volume contient une carte générale du État fédéral concerné, sur laquelle la zone représentée est indiquée. Les différents volumes sont précédés d'essais qui introduisent la zone de travail concernée sur le plan historique et topographique. Les volumes se terminent généralement par un index, une bibliographie et un glossaire.
Les monuments « disparus », c'est-à-dire détruits ou perdus, et – à quelques exceptions près – les monuments archéologiques ne sont pas inclus.

### Aspect
Les volumes sont publiés dans tous les pays dans un format A4 uniforme et une couverture noire avec la photo de couverture d'un monument représentatif de chaque volume. La signature des volumes est également commune à tous les pays. Les monuments sont distingués par les signatures de couleur suivantes :
- Rouge : monuments
- Rose : Ensemble de bâtiments (ensembles)
- Vert : espaces verts, c'est-à-dire les monuments de l'horticulture et de l'aménagement paysager et les couloirs verts. À l'intérieur d'ensembles : vert clair
- Bleu : monuments de l'aménagement hydraulique, à l'intérieur d'ensembles : bleu clair

Néanmoins, il n'est pas possible de concevoir les volumes de manière uniforme pour tous les États fédéraux et ils diffèrent considérablement les uns des autres, tant dans le choix des objets que dans la manière de les présenter. Cela est dû à la fois aux différentes bases juridiques ainsi que les différentes traditions d'enregistrement des différents États fédéraux. D'autres modifications semblent rompre de manière plutôt arbitraire l'aspect uniforme conçu à l'origine, par exemple une couverture bleue dans le Bade-Wurtemberg ou un "préambule" en trois volumes pour la topographie des monuments de la ville de Freiberg, ce qui fait complètement exploser le format habituel.
Les volumes sont généralement publiés sous la responsabilité de l'autorité locale compétente en matière de monuments historiques (Office d'État pour la préservation des monuments), qui en est également l'éditeur.

## Statut de traitement
| État fédéral                       | 1988 | 1997 | 2005   | 2011 | 2018 |
| ---------------------------------- | ---- | ---- | ------ | ---- | ---- |
| Bade-Wurtemberg                    | –    | –    | 1      | 6    |      |
| Bavière                            | 4    | 12   | 19     | 26   |      |
| Berlin                             | –    | 4    | 7      | 12   |      |
| Brandebourg                        | –    | 3    | 8      | 11   |      |
| Brême                              | 3    | 3    | 3      | 3    |      |
| Hambourg                           | 2    | 3    | 5      | 5    |      |
| Hesse                              | 6    | 17   | 22     | 51   | 59   |
| Mecklembourg-Poméranie occidentale | 8    | 14   | 19     | 22   |      |
| Basse-Saxe                         | 8    | 14   | 20     | 22   |      |
| Rhénanie du Nord-Westphalie        | –    | 2    | 2      | 3    |      |
| Rhénanie-Palatinat                 | 5    | 16   | 23     | 30   |      |
| Sarre                              | –    | –    | 0      | –    |      |
| Saxe                               | –    | 1    | 4      | 4    |      |
| Saxe-Anhalt                        | –    | –    | 12 + 1 | ?    |      |
| Schleswig-Holstein                 | –    | 1    | 2      | 4    |      |
| Thuringe                           | –    | –    | 0      | 5    |      |

Un volume d'environ 800 volumes est attendu pour un recensement complet, ce qui, selon le rythme de publication actuel pourrait être atteint vers l'an 2100. Vu la lenteur relative de l'avancement du projet, il n'est pas certain que cela se produise un jour. D'une part, il existe entre-temps des formes électroniques de publication qui semblent bien mieux adaptées. D'autre part, on constate déjà que les monuments culturels présentés dans les anciens volumes sont en partie modifiés ou supprimés, mais que de nouveaux sont ajoutés, car des objets plus récents, qui ne sont pas encore classés comme monuments culturels à l'époque, sont désormais évalués comme tels. Les anciens volumes ne présentent donc plus l'état réel des monuments.

## Séries des États fédéraux
Les suppléments de titres de séries dans les différents pays sont influencés par les lois régionales sur la protection des monuments, qui imposent des désignations telles que monuments ou sites culturels.
- Bade-Wurtemberg : Denkmaltopographie Bundesrepublik Deutschland. Kulturdenkmale in Baden-Württemberg (depuis 2002) ; en plus : Ortskernatlas Baden-Württemberg (depuis 1984)
- Bavière : Denkmaltopographie Bundesrepublik Deutschland. Denkmäler in Bayern (de) (depuis 1985)
- Berlin : Denkmaltopographie Bundesrepublik Deutschland. Denkmale in Berlin (de) ; avant : Denkmaltopographie Bundesrepublik Deutschland. Baudenkmale in Berlin (depuis 1988)
- Brandebourg : Denkmaltopographie Bundesrepublik Deutschland. Denkmale in Brandenburg (de) (depuis 1994)
- Brême : Denkmaltopographie Bundesrepublik Deutschland. Baudenkmale in der Freien Hansestadt Bremen (depuis 1982)
- Hambourg : Denkmaltopographie Bundesrepublik Deutschland. Hamburg-Inventar (depuis 1986)
- Hesse : Denkmaltopographie Bundesrepublik Deutschland. Kulturdenkmäler in Hessen (depuis 1982)
- Mecklembourg-Poméranie-Occidentale :
- Basse-Saxe : Denkmaltopographie Bundesrepublik Deutschland. Baudenkmale in Niedersachsen (de) (depuis 1981)
- Rhénanie-du-Nord-Westphalie : Denkmaltopographie Bundesrepublik Deutschland. Denkmäler im Rheinland (depuis 1988)
- Rhénanie du Nord-Westphalie : Denkmaltopographie Bundesrepublik Deutschland. Denkmäler in Westfalen (depuis 2015)
- Rhénanie-Palatinat : Denkmaltopographie Bundesrepublik Deutschland. Kulturdenkmäler in Rheinland-Pfalz (depuis 1985)
- Sarre : aucune publication à ce jour
- Saxe : Denkmaltopographie Bundesrepublik Deutschland. Denkmale in Sachsen (de) (depuis 1994)
- Saxe-Anhalt : Denkmalverzeichnis Sachsen-Anhalt (depuis 1993)
- Schleswig-Holstein : Denkmaltopographie Bundesrepublik Deutschland. Kulturdenkmale in Schleswig-Holstein (depuis 1995)
- Thuringe : Denkmaltopographie Bundesrepublik Deutschland. Kulturdenkmale in Thüringen (de) (depuis 2005)